# Flugplatz Fürstenfeld

i7
i11
i13

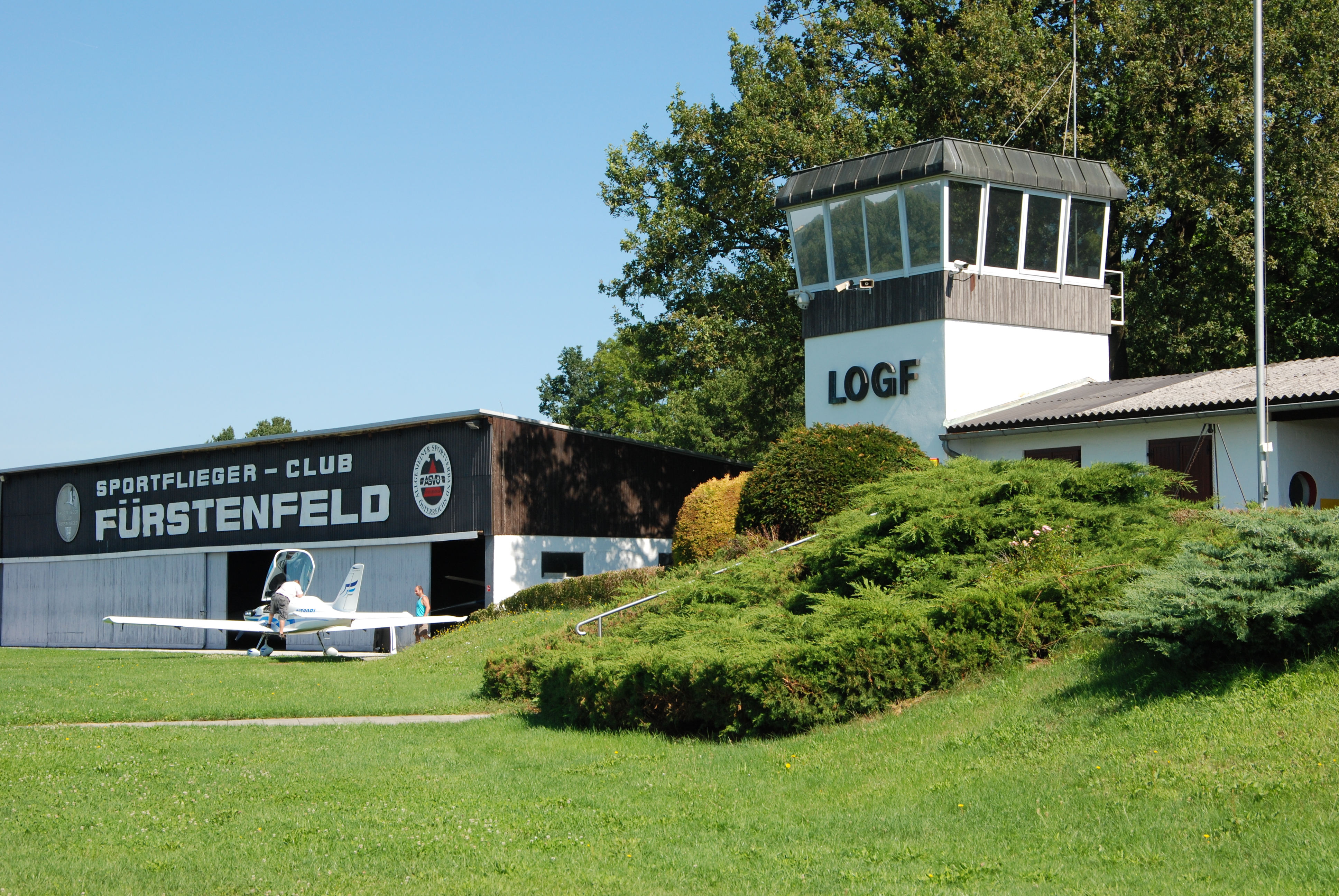
Turm des Flugplatzes Fürstenfeld

Der Flugplatz Fürstenfeld (ICAO-Code: LOGF) ist ein Flugplatz in der gleichnamigen Stadt in der Oststeiermark. Er ist ungefähr sechzig Kilometer vom nächsten internationalen Flughafen Graz und zwei Kilometer vom Zentrum Fürstenfelds entfernt, bietet jedoch Zollabfertigung. Der Flugplatz ist an Wochenenden und Feiertagen von 9 Uhr bis ECET geöffnet, ausgenommen Weihnachten und Allerheiligen. Bei Schlechtwetter bleibt der Flugplatz geschlossen. Die Piste wurde 2022 auf 950 Meter verlängert.